# Fibonacci Quarterly
La revue Fibonacci Quarterly s'intéresse aux suites des nombres de Fibonacci et au domaine des mathématiques en général.  Publiée dès 1963 par The Fibonacci Association, ses premiers éditeurs furent Verner Emil Hoggatt Jr. (en) et Alfred Brousseau (en). L'éditeur actuel est Curtis Cooper, professeur au département de mathématiques et informatique de l'université du Missouri central (en).
La revue propose des articles de recherche, des exposés, des problèmes et solutions de niveau élémentaire à avancé, et des évènements divers de l'association Fibonacci.  Occasionnellement, la revue propose des articles de mathématiciens réputés.
De nombreux articles dans la revue traitent de sujets très proches des suites de Fibonacci, comme les nombres de Lucas, le nombre d'or, les représentations de Zeckendorf, les formes de Binet et les polynômes de Fibonacci et de Tchebychev.  Toutefois,  on pourra y trouver de nombreux articles sur d'autres sujets comme les nombres premiers, les nombres pseudopremiers, les problèmes de coloration de graphe, les nombres d'Euler, les fractions continues, les nombres de Stirling, les triplets Pythagoriciens, la théorie de Ramsey, les nombres de Lucas-Bernoulli, les résidus quadratiques, les suites récurrentes linéaires d'ordre élevé, les suites récurrentes non linéaires, les équations diophantiennes, la suite de Collatz, les fonctions de cryptographie à clé publique, les courbes elliptiques, les dimensions fractales, les fonctions hypergéométriques, les polytopes de Fibonacci, la géométrie, la théorie des graphes. On y traite aussi de musique et d'art.  
Le site Index to The Fibonacci Quarterly, couvrant les volumes 1-48 (1963-2010), propose une table des matières, une table d'auteurs, et une table des problèmes et des solutions par niveau. La revue est librement accessible en ligne, sauf pour le volume courant et les cinq volumes précédents, dont l'accès est réservé aux membres de l’association.